# ياسوهيرو ناكاجاوا
ياسوهيرو ناكاجاوا هو سياسي ياباني، ولد في 19 سبتمبر 1951 في كيوتو في اليابان. حزبياً، نشط في الحزب الليبرالي الديمقراطي الياباني. وقد انتخب عضو مجلس النواب من اليابان.